# Pietro dei Faitinelli
Pietro dei Faitinelli, soprannominato il Mugnone (Lucca, 1280 circa – 1349), è stato un poeta italiano del Due-Trecento.

## Biografia
Di professione notaio, partecipò attivamente alla vita politica della sua città natale, essendo di parte guelfa.
Nel 1313 sposò Becchina di Coluccio della Volpe. Non si sa se ebbero dei figli. 
Dal 1314, con la vittoria della fazione opposta, fu costretto a vivere a lungo in esilio. Rientrò a Lucca nel 1331, dopo un'amnistia concessa da re Giovanni I di Boemia.
Della sua produzione poetica ci restano 17 sonetti e una canzone. I temi principali delle sue opere sono la misoginia e la satira politica e morale, secondo la tradizione comico-realistica.